# Centurio (Romeins leger)

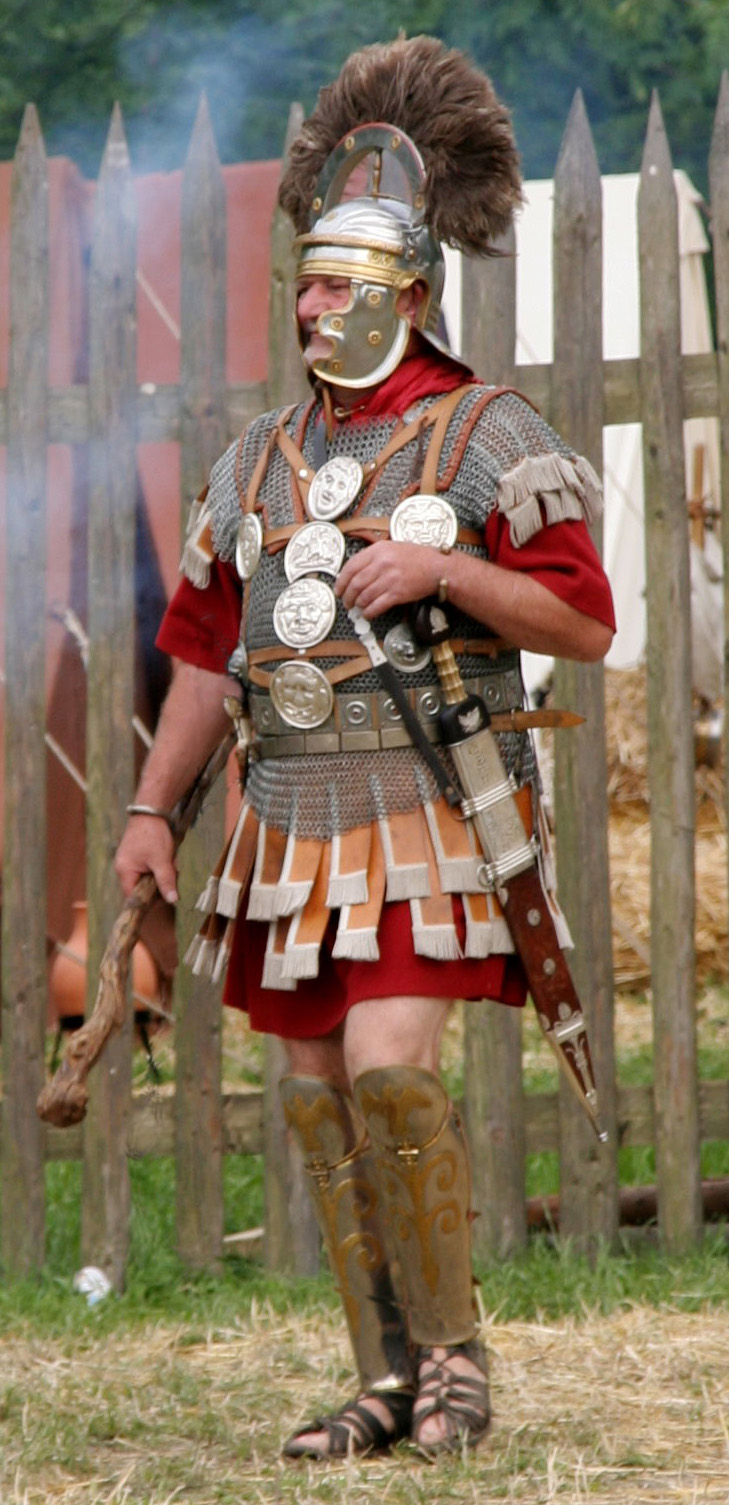
Centurio rond 70 n.Chr.

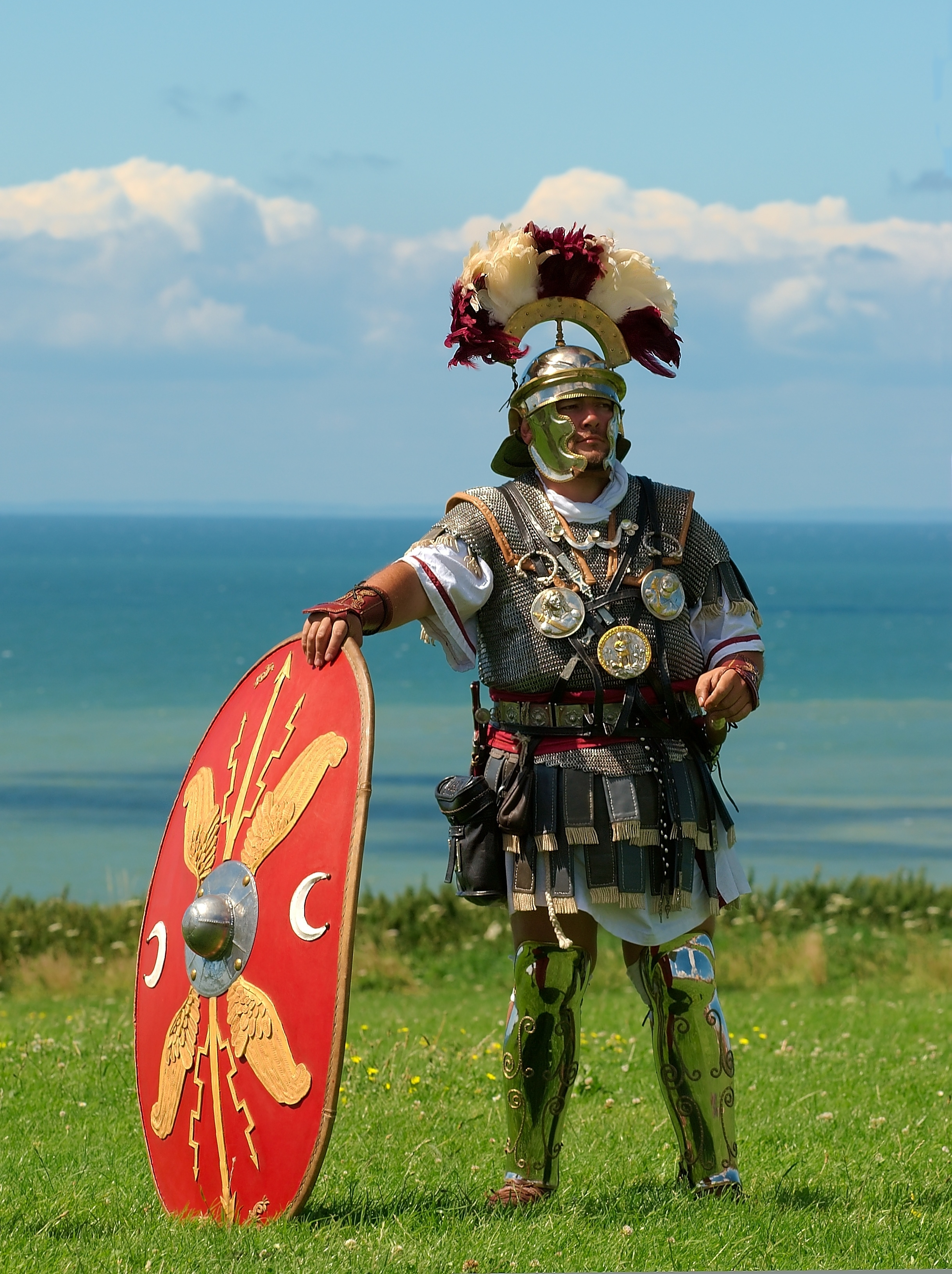
Centurio tijdens een re-enactment in Boulogne-sur-Mer in Frankrijk

Een centurio, centurion of honderdman was in het legioen de hoogste officiersrang die door mannen van gewone komaf bereikt kon worden.
In de 1e eeuw v.Chr. bestond een cohort uit 6 centuria van 80 soldaten, elk onder leiding van een centurio met een titel die de oude manipelordening weerspiegelt: de pilus prior, de pilus posterior, de princeps prior, de princeps posterior, de hastatus prior en de hastatus posterior.
Tijdens het principaat waren het hoofdzakelijk legioensoldaten die dertien tot twintig jaar dienstgedaan hadden, maar ook pretorianen, equites (ridders) of mensen van de municipale overheid konden zich kandidaat stellen.
De centurio stond in voor de opleiding, de dagelijkse karweitjes en de discipline van zijn manschappen. De hoogste rang was die van pilus prior, voor degenen die konden rekenen en schrijven én uitzonderlijke virtus (moed) hebben getoond in de strijd. Deze functie werd slechts voor één jaar vervuld, waarna opname volgde in de ordo equester. Zo'n eques kon dan met pensioen gaan of als primipilaris (ex-primuspilus) bevorderd worden tot praefectus castrorum (kampprefect) of tribunus (soort van rechter) in de pretoriaanse wacht of in de stadscohorten van Rome. Door hun goede loon en de betrekkelijk hoge status die ze genoten waren ze vaak loyaal aan de princeps.
De centurio kon worden herkend aan zijn wijnstok (vitis), zijn eretekens op de borst (phalerae) en de dwars geplaatste kam (crista) met pluimversiering op zijn helm (galea).

## Beknopte bibliografie
B. Van Daele, Het Romeinse leger, Leuven, 2003.